# Petite Savane
Petite Savanne – wieś w Dominice (parafia świętego Patryka). Według danych szacunkowych na rok 2008 liczy 747 mieszkańców. Ośrodek turystyczny.